# 聖座

聖座的外交關係
正式建交關係
其他關係
無外交關係

聖座（拉丁語發音：[ˈsaŋkta ˈsedes]），又稱羅馬宗座（Sedes Romana）、伯多祿宗座（Sedes Petri）、或直稱為宗座（Apostolica Sedes），是羅馬主教——即教宗的主教座及教會職權，也是天主教會內超乎众教座的主教座，為天主教會的中央管理機構，在政治上同時是梵蒂岡城國的政府，在教會治理和國際事務中具有獨特地位。
聖座的行政機構稱為羅馬教廷，包括國務秘書處、16個宗座部會、經濟秘書處及其他機構，負責協調全世界天主教會的日常運作，包括教義、禮儀及財務管理等，為教會的全球使命提供組織保障。其現行組織架構基於2022年教宗方濟各頒布的《你們去宣講福音》宗座憲令，強調使命導向並允許更多非神職人員參與領導。聖座的各機構及設施分布於意大利首都羅馬市內，其中主要集中於聖座握有完整主權的梵蒂岡城（梵蒂岡城國）；聖座在意大利境內的大部分地產擁有治外法權，例如教宗的主教座堂——拉特朗聖若望大殿。
在国际法中，聖座被認可為主权实体，可與世界各國締結外交关系，截至2024年1月，聖座與184个国家、地区和组织建立外交關係。1929年簽署的《拉特朗條約》確立了聖座的國際主權地位，強調其獨立性和全球使命。在聯合國和外交場合，通常使用「羅馬教廷」或「教廷」的中文名稱，以反映其主權身份。
由於聖座現今的主權管轄範圍及主要駐地為梵蒂岡城，各界常以「梵蒂岡」代稱聖座；但嚴格來說，聖座不同於梵蒂岡城國，後者遲至《拉特朗條約》簽署後方才出現，而聖座的歷史可遠溯至1世紀的基督教初創時期。根據天主教會的傳統，耶穌十二宗徒之長伯多祿與保祿宗徒建立羅馬的教會，這座城市作為羅馬帝國的首都，是當時西方文明的核心；而伯多祿被追認為第一任羅馬主教，因此發展出「伯多祿宗座」，即聖座，並依據伯多祿首席權及教宗首席權的信理與全世界的天主教徒完全共融。在國際關係中，各國大使不是派驻梵蒂岡城國而是聖座；聖座向各國和國際組織派出的外交代表機構或使節（例如聖座大使），是代表聖座而非所謂梵蒂岡城國。

## 组织

梵蒂冈城

教宗透過聖座的各種行政机构管理天主教会。圣座由一系列复杂的机构组成，包括部會、教務法院、宗座理事會以及國務院，这些机构被统称为罗马教廷。聖座國務院由國務樞機卿领导，主要负责处理圣座和梵蒂冈城国的内部行政与外交事务。圣座中只有国务卿居住在梵蒂冈城中。其它机构则散布在罗马城內，并享有治外法權。
聖座最主要的機構有信理部，監督天主教教義；主教部，协调全球主教的任命；萬民福音部，监督所有宗教活动；正义和平部，负责磋商国际和平与社会问题。
三个宗教法庭执行宗教裁判权。教廷法院处理一般司法诉讼，最常见的是处理婚姻的合法性。宗座聖璽最高法院是最高上诉法庭、执行法庭，处理包括教廷法院在内的判案，执行高层（主教以及更高级的教會團體）的決議，例如废除教区和解除某人职务。它也监视其它层级宗教法庭的工作。宗座聖赦院不处理外事或法令，但处理道德问题，对责难进行赦罪、分配、减刑、认可、宽容以及其它事宜；它也进行特赦。
聖座經濟事務局為聖座處理財政的機構，無論部委的轄區如何、對其進行監視，並處理相應財政。其中最重要的是宗座財產管理局。
教宗府負責教宗起居、受眾、儀式（嚴格的禮拜儀式除外）。
聖座不因某一教宗的去世或辭職而被撤銷，而是在宗座出缺期間利用不同的規則來運行。除了總務樞機和執行赦免與分配的宗座聖赦院大院長之外，羅馬教廷的部會首長（例如聖部部長）在宗座出缺後便立即自動卸任。總務樞機在此期間執行聖座的财政事务。聖座和天主教會的管治權會交給樞機團。《天主教法典》禁止樞機團和總務樞機在此期間對教會做出任何變革或改良。
2001年，聖座收入為4220.98亿意大利里拉（約合當時的2.02億美元），淨收入為177.2億意大利里拉（約合800萬美元）。根據大衛·李（David Leigh）在《卫报》上的文獻，2012年歐洲理事會的報告指出梵蒂岡部分物業資產已經超過€680m（£570m）；2013年1月, Paolo Mennini，一位罗马papal official，管理圣座的这部分资产——包括不列颠投资、其它欧洲的持有，以及currency trading arm.《卫报》形容Mennini以及他的职责为：“... Paolo Mennini，是教宗的银行家。Mennini在梵蒂冈内领导这一组特殊的团队，叫the extraordinary division of APSA – Amministrazione del Patrimonio della Sede Apostolica –管理所谓的“圣座遗产”。

## 国际法中的地位
无论在国际惯例法还是在当代法律中，圣座都被国际公法承认，在权利与义务上等同于主权国家。圣座不同于梵蒂冈城，并不具备国际法关于主权国家的标准——有常住人口，一定的领土，稳定的政府，有能力与别国建交。但在事实上，圣座与180个国家建交，满足了国际法的法人要求，因此在政府与国际组织事务中算为“成员国”。圣座“应受由主权国家所组成的国际社会之尊重，享有国际法主体待遇，有权在为建立和维护世界和平所预备的国际法框架下参与外交事务，与一个、几个或许多国家订立拘具有法律约束力的国际协议。”

## 圣座外交
圣座与180个主权国家、馬爾他騎士團、欧盟以及巴勒斯坦國等政治實體建立外交关系。89个駐聖座的外交使节機構都座落在罗马。

## 外部連結
- 聖座（页面存档备份，存于）（意大利文）